# Federico Cartabia
Federico "Fede" Nicolás Cartabia (ur. 20 stycznia 1993) – argentyński piłkarz grający na pozycji skrzydłowego. Jest zawodnikiem Deportivo La Coruña.

## Kariera klubowa
Cartabia urodził się w Rosario w Argentynie. W wieku 13 lat przeprowadził się do Hiszpanii i został zawodnikiem młodzieżówki Valencii. W sezonie 2012/13 zadebiutował w seniorskiej piłce, w drużynie rezerw Valencii, grającej w trzeciej lidze.
Cartabia zaczął trenować z pierwszą drużyną Valencii w okresie przedsezonowym w 2013 roku, gdy wpadł w oko trenerowi Miroslavowi Djukiciowi. W lipcu 2013 roku przedłużył kontrakt z klubem do 2017 roku z klauzulą odstępnego w wysokości 20 milionów euro.
W La Liga zadebiutował 17 sierpnia 2013 w domowym meczu z Malagą. 24 października 2013 roku zdobył swoje dwa pierwsze gole w barwach Nietoperzy, w spotkaniu Ligi Europy z St. Gallen.